# Dr. Beat
«Dr. Beat» es el primer sencillo del álbum Eyes of Innocence (1984) del grupo Miami Sound Machine, publicado en agosto de 1984.

## Información general
"Dr. Beat" no fue tan popular en los EE. UU. como algunos de sus otros sencillos, alcanzó sólo el número 15 en la lista "Hot Dance Club Play". Sin embargo, se ha convertido en uno de los mayores éxitos del grupo, alcanzando el Top 10 en España y el número 6 en el Reino Unido.
El sencillo fue certificado con el disco de plata por la British Phonographic Industry en el Reino Unido por su venta de 200.000 copias y fue disco de oro otorgado por ARIA en Australia vendiendo alrededor de 35.000 unidades.
La canción se ha mantenido la popularidad a través de su inclusión en una serie de álbumes de retrospectiva de los 80. También se hizo popular en 2005 cuando el artista dance Mylo hace una mezcla de la canción con su éxito <<"Drop the Pressure">> para crear <<"Doctor Pressure">>, que se convirtió en un éxito propio.

## Versiones oficiales
- Álbum Versión — 4:26
- Long Version — 6:26
- Versión instrumental — 5:26

## Formatos
Versión en Estados Unidos, maxisencillo y 12"
1. «Dr. Beat» (Versión larga)
2. «Dr. Beat» (Versión instrumental)

7" sencillo (34 04574)
1. «Dr. Beat» (Álbum Versión)
2. «When Someone Comes Into Your Life» (Álbum Versión)

## Posición en las listas
| Lista (1984)                                        | Mejor posición |
| --------------------------------------------------- | -------------- |
| Dutch Top Singles Chart (Holanda)                   | 3              |
| France Singles Chart (Francia)                      | 23             |
| Germany Top Singles Chart (Alemania)                | 7              |
| Ireland Top Singles Chart (Irlanda)                 | 16             |
| Switzerland Singles Chart (Suiza)                   | 5              |
| UK Top Singles Chart (Reino Unido)                  | 6              |
| U.S. Billboard Hot Dance Club Play (Estados Unidos) | 17             |